# Lawrence Dundas, 1. markýz ze Zetlandu
Lawrence Dundas, 1. markýz ze Zetlandu (Lawrence Dundas, 1st Marquess of Zetland, 1st Earl of Ronaldshay, 3rd Earl of Zetland, 4th Baron Dundas) (16. srpna 1844, Londýn, Anglie – 11. března 1929, Aske Hall, Anglie) byl britský státník ze skotského šlechtického rodu Dundasů. Od mládí zasedal ve Sněmovně lordů, původně patřil k liberálům, později přešel ke konzervativcům, v letech 1889-1892 byl místokrálem v Irsku. V roce 1892 získal titul markýze.

## Kariéra
Pocházel z rodu Dundasů v linii hrabat ze Zetlandu, byl synem poslance Johna Charlese Dundase (1808-1846) a měl sedm sourozenců. Studoval v Harrow a Cambridge, poté krátce sloužil v armádě, do výslužby odešel v roce 1869 v hodnosti poručíka. V letech 1872-1873 byl krátce poslancem za Liberální stranu, v roce 1873 po strýci Thomasovi zdědil rodové tituly a vstoupil do Sněmovny lordů. V roce 1880 byl lordem komořím královny Viktorie, v politice od liberálů přešel ke konzervativcům a stal se vlivným členem Horní sněmovny. V Salisburyho vládě zastával úřad místokrále v Irsku (1889-1892), kde získal značnou popularitu, od roku 1889 byl též členem Tajné rady. Po návratu liberálů k moci musel funkci opustit a od té doby se věnoval spíše již jen regionální politice v hrabství Yorkshire, kde vlastnil statky. Po odchodu z vrcholné politiky byl na návrh premiéra Salisburyho povýšen na markýze ze Zetlandu (1892).
Zastával čestné hodnosti v hrabství Yorkshire a v letech 1895-1897 byl starostou v Richmondu, kromě toho byl smírčím soudcem a zástupcem místodržitele ve skotském hrabství Stirlingshire. Během úřadování v Irsku získal Řád sv. Patrika (1889), později obdržel skotský Řád bodláku (1900).

## Rodina

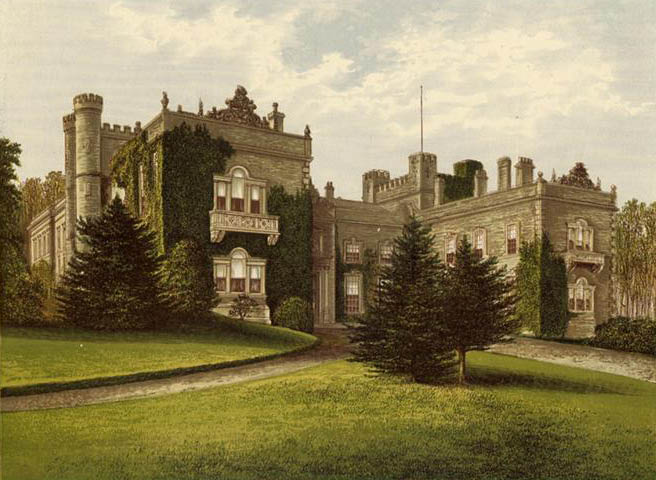
Hlavní rodové sídlo Aske Hall (Yorkshire)

Jeho manželkou byla od roku 1871 Lilian Lumley (1851-1943), dcera 9. hraběte ze Scarborough. Měli spolu pět dětí, ze synů nejstarší lord Thomas Dundas (1874) zemřel krátce po narození. Druhorozený syn Lawrence (1876-1961) zdědil titul markýze a byl ministrem pro Indii. Dcery Hilda (1872-1957) a Maud (1877-1967) se provdaly do rodů Fitzroyů a Fitzwilliamů. Vdova po 1. markýzovi ze Zetlandu žila po roce 1929 na zámku Marske Hall (Yorkshire), který byl v majetku Dundasů od poloviny 18. století. V hrabství Yorkshire se nachází také hlavní rodové sídlo Aske Hall, které je dodnes majetkem potomků.
Mladší bratr 1. markýze, John Charles Dundas (1845-1892), byl v letech 1873-1885 členem Dolní sněmovny za Liberální stranu a od roku 1872 lordem místodržitelem na Orknejích a Shetlandách. Jeho manželkou byla Alice Wood (1851-1834), dcera významného politika 1. vikomta Halifaxe.